# Gotta Get Thru This (single)
Gotta Get Thru This is een nummer van de Britse zanger Daniel Bedingfield uit 2002. Het is de eerste single van zijn gelijknamige debuutalbum.

## Achtergrondinformatie
Bedingfield raakte geïnspireerd om het nummer te schrijven toen hij over de Tower Bridge in Londen liep, gefrustreerd omdat hij gescheiden was van een meisje uit Leeds. Het meisje was een roodharige Amerikaanse danseres genaamd Gina, en Bedingfield was boos dat de afstand tussen hen een relatie onmogelijk maakte. Bedingfield nam het nummer op in zijn slaapkamer en stuurde de opnames naar verschillende dj's. Niet veel later contracteerde Polydor hem, en werd het nummer een grote hit.
Vooral in Groot-Brittannië was het nummer succesvol, daar bereikte het de nummer 1-positie. In het Nederlandse taalgebied was het succes iets bescheidener. Zo bereikte de plaat in de Nederlandse Top 40 een 24e positie, ook werd het Dancesmash op Radio 538. In de Vlaamse Ultratop 50 werd de 27e positie gehaald.

## Tracklijst
Cd-single
1. "Gotta Get Thru This" (D'n'D radio edit) – 2:41
2. "Gotta Get Thru This" (CD-ROM video)